# Aspius
Aspius is een geslacht van straalvinnige vissen uit de familie van eigenlijke karpers (Cyprinidae).

## Soorten
- Aspius aspius (Linnaeus, 1758) – Roofblei
- Aspius vorax Heckel, 1843
- †Aspius gracilis